# Kasárna

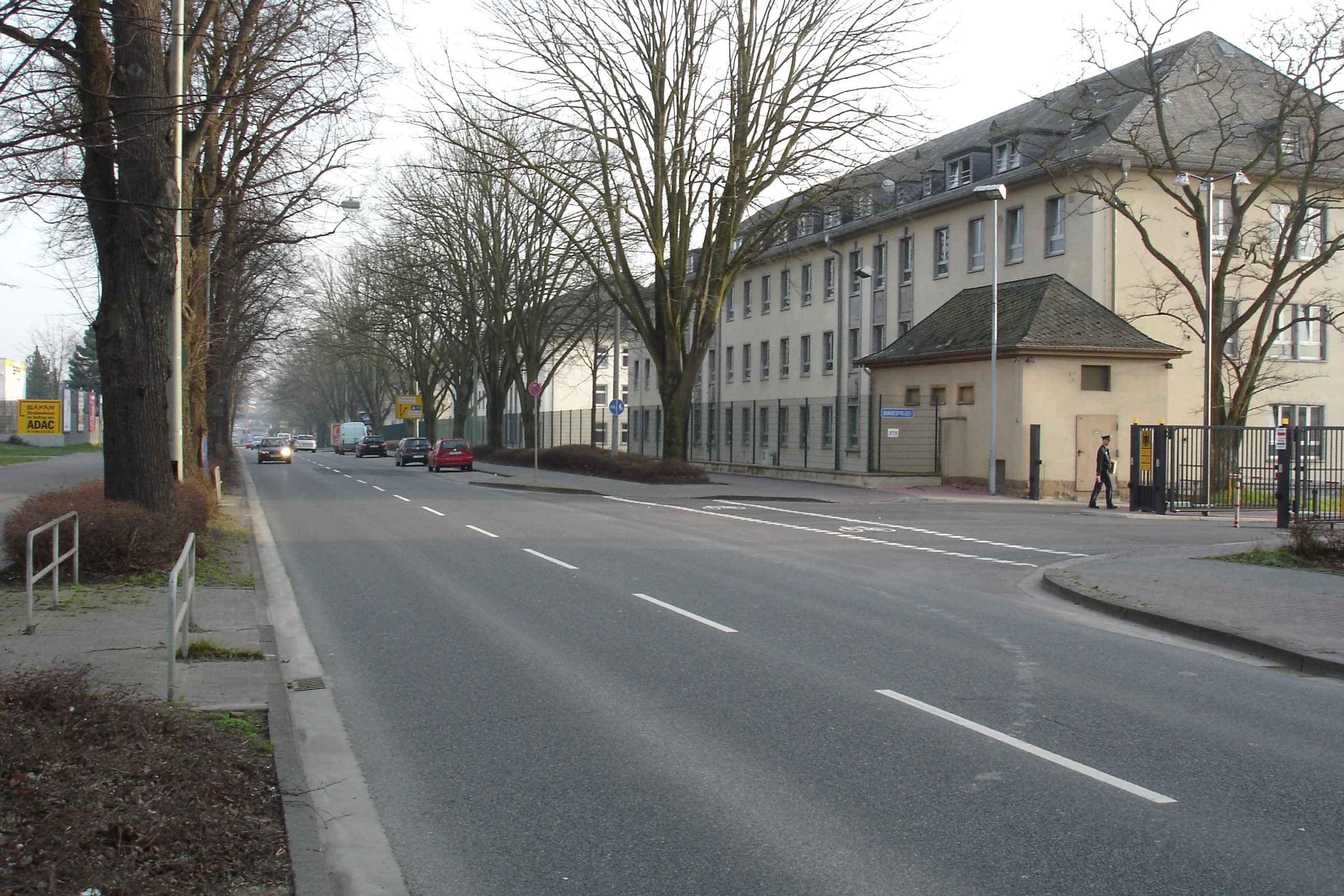
Kasárna používaná německou Bundespolizei

Kasárna (pomnožné číslo středního rodu, též kasárny jako pomnožné číslo ženského rodu, nespisovně i kasárna jako jednotné číslo ženského rodu, ve vojenském slangu kasino) jsou obytné budovy nebo budovy pro vojenský personál. V běžné mluvě se často používá v prvním pádě tvar v pomnožném čísle středního rodu a ostatní pády v pomnožném čísle ženského rodu, aktuální slovníky preferují ženský rod s koncovkou -y i v prvním pádě.
Budovy kasáren mají většinou stejnou pravidelnou strukturu. Do kasáren se obvykle umisťuje personál k výkonu služby nebo pro výcvik. Kasárna často tvoří rozsáhlé oplocené a střežené komplexy obytných budov, skladišť a výcvikových prostor.
Vojáci buď obývají společné prostory, případně mají k dispozici samostatné pokoje, ty jsou určeny zpravidla pouze pro vyšší hodnosti.

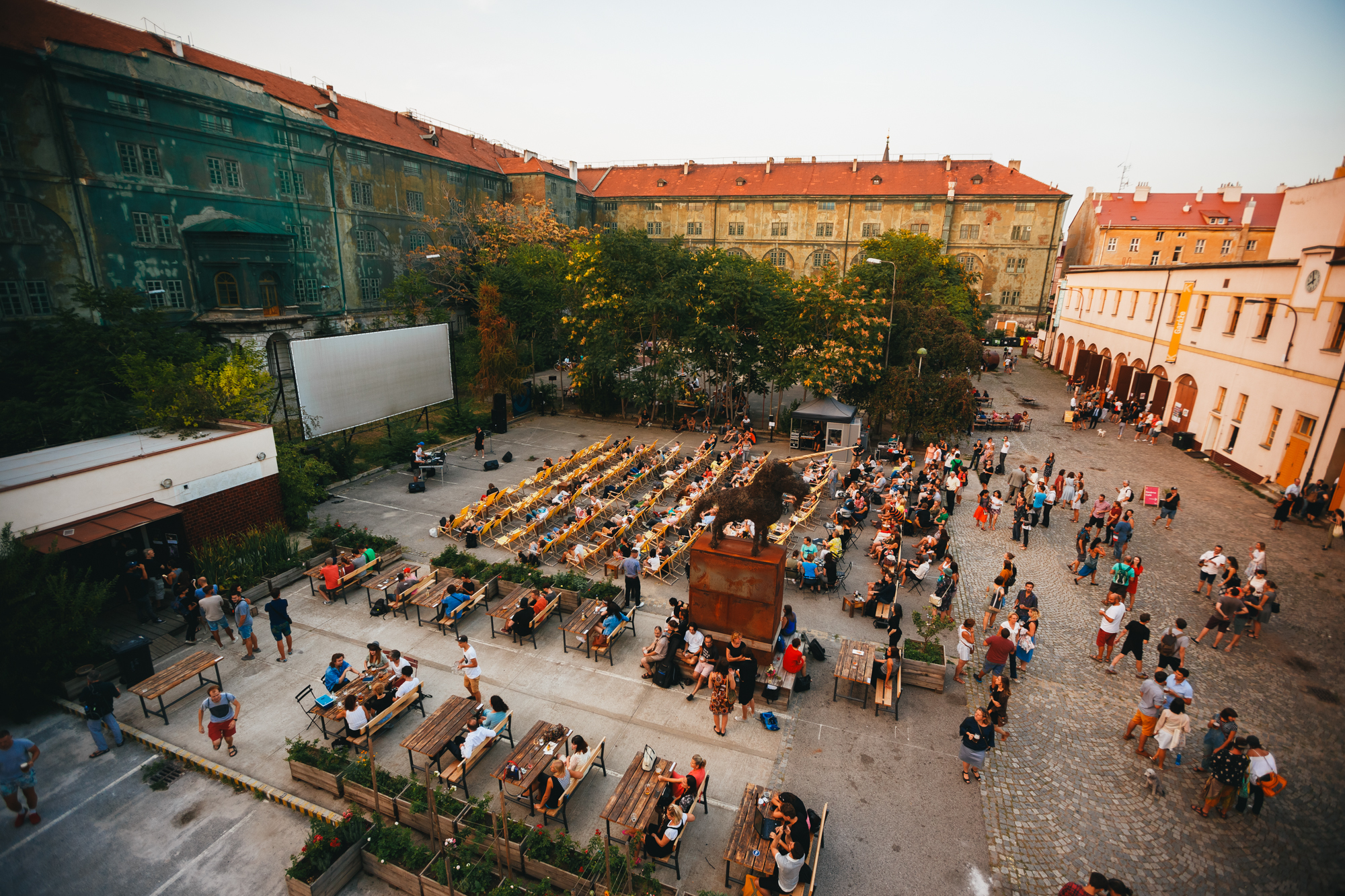
Již nefunkční Karlínská kasárna v Praze, jejichž vnitroblok slouží od 21. století pro konání kulturních akcí

V současnosti[kdy?] jsou mnohá bývalá kasárna v České republice přestavována na obytné domy.[zdroj?]